# Andreas Marx
Andreas Marx (* 22. Februar 1968 in Lübeck) ist ein deutscher Chemiker und seit August 2024 Präsident der Friedrich-Schiller-Universität Jena.

## Werdegang
Marx studierte Chemie an der Albert-Ludwigs-Universität Freiburg, University of Sussex (Vereinigtes Königreich) und an der Ruhr-Universität Bochum. Im Jahr 1994 erhielt er ein Diplom von der Ruhr-Universität Bochum und promovierte von 1994 bis 1997 an der Universität Basel in der Arbeitsgruppe von Bernd Giese. Es folgte ein Post-Doc Aufenthalt von 1997 bis 1999 in Japan an der Nagoya University bei Hisashi Yamamoto. Im Jahr 1999 trat er eine Stelle als Gruppenleiter am Kekulé-Institut für Organische Chemie und Biochemie der Rheinischen Friedrich-Wilhelms-Universität Bonn an, an dem er bei Michael Famulok als Mentor im Jahr 2003 habilitierte.
2004 nahm er einen Ruf für den Lehrstuhl der Organischen und Zellulären Chemie am Fachbereich Chemie an der Universität Konstanz an.
Von 2007 bis 2021 war er Koordinator der von der Exzellenzinitiative des Bundes und der Länder geförderten Graduiertenschule Chemische Biologie der Universität Konstanz. Von 2010 bis 2013 war er Prorektor für Forschung und wissenschaftlichen Nachwuchs an der Universität Konstanz.
Seit 2016 ist er Mitglied im Fachkollegium 325 für Biologische Chemie und Lebensmittelchemie bei der Deutschen Forschungsgemeinschaft (DFG).
Im April 2024 wurde Marx in der Nachfolge von Walter Rosenthal zum neuen Präsidenten der Friedrich-Schiller-Universität Jena gewählt. Seit dem 1. August 2024 ist er Professor für Biologische Chemie an der Friedrich-Schiller-Universität Jena. Am 2. August 2024 wurde er durch den Thüringer Wissenschaftsminister Wolfgang Tiefensee zum Präsidenten ernannt.

## Forschung
Die Forschung von Andreas Marx ist an den Schnittstellen von Biologie, Chemie und den angewandten, molekularbiologischen Anwendungen angesiedelt. Kurz zusammengefasst beschäftigt er sich mit der Synthese von funktionellen Biomolekülen, wie zum Beispiel Nukleotiden, Oligonukleotiden, Proteinen und Enzymen. Diese, zumeist modifizierten Biomoleküle, können dann zur Erforschung und Austestung von komplexen biologischen Systemen verwendet werden. Insbesondere seine Forschungsergebnisse an modifizierten Nukleotiden, gerichtete Evolution von DNA-Polymerasen, poly(ADP-ribose), Adenylierung und Epigenetik sind hier zu nennen. Seine regen Forschungsaktivitäten drücken sich durch eine hohe Anzahl an Publikationen und erfolgreichen Kollaborationen, insbesondere mit Biologen und Chemikern aus. Darüber hinaus besitzt er eine überdurchschnittlich hohe Erfolgsquote beim Einwerben von Drittmitteln, was ihm unter Kollegen einen inoffiziellen Titel des „Drittmittelkönigs“ einbrachte.
Bemerkenswert sind unter Anderen seine Arbeiten zur Selektivität von DNA-Polymerasen, mechanistischen Aufklärung der sogenannten A-rule von DNA-Polymerasen mittels Kristallstrukturanalyse, verschiedene Methoden zur Detektion und Quantifizierung von epigenetischen Markern in DNA und RNA durch PCR  oder DNA-Sequenzierung, als auch neue wegweisende Entdeckungen an Adenylierung von Proteinen.
Seine Forschungen resultierten ebenfalls in zahlreiche Patentanmeldungen und der Gründung einer Firma im Jahr 2014 (myPOLS Biotec GmbH), die sich auf DNA-Polymerasen und dessen Anwendungen in der Biotechnologie spezialisiert hat.

## Auszeichnungen und Preise
- 2024: Albrecht-Kossel-Preis
- 2021: ERC Advanced Grant des European Research Council[5]
- 2020: Auszeichnung mit einem Reinhart Koselleck Projekt der Deutschen Forschungsgemeinschaft (DFG)[6]
- 2017: František Šorm Gedenkmedaille der Akademie der Wissenschaften der Tschechischen Republik[7]
- 2017: Mitglied der Heidelberger Akademie der Wissenschaften
- 2014: Karl Heinz Beckurts-Preis[8]
- 2013: ERC Advanced Grant